# Autographa lumina
Autographa lumina är en fjärilsart som beskrevs av Fabricius 1787. Autographa lumina ingår i släktet Autographa och familjen nattflyn. Inga underarter finns listade i Catalogue of Life.